# 利奥·巴斯
利奥·巴斯（1953年9月27日—）是一位美国生态学家和演化生物学家，耶鲁大学教授，1979年博士毕业于约翰斯·霍普金斯大学，从事演化發育生物學研究，1985年获古根海姆奖，1989年获麦克阿瑟奖。